# RNK polimeraza
RNK polimeraza (RNAP, RNApol, DNK zavisna RNK polimeraza) je enzim koji formira RNK. U ćelijama, RNAP je neophodna za formiranje RNK lanaca koristeći DNK gene kao templete u  procesu transkripcije. RNK polimeraze su esencijalne za život i prisutne su u svim organizmima i mnogim virusima. U hemijskom smislu, RNAP je nukleotidil transferaza koja polimerizuje ribonukleotide na 3' kraju RNK transkripta.

## Istorija
RNAP su nezavisno otkrili Samuel B. Ves, Odri Stevens, i Džerard Harvitc 1960. Do tog vremena polovina Novelove nagrade za medicinu (1959) je bila dodeljena Severo Očoi za otkriće enzima za koji se smatralo da je RNAP, ali se kasnije ispostavilo da je polinukleotidna fosforilaza.
Nobelova nagrada za hemiju 2006. je dodeljena Rodžeru D. Kornbergu za kreiranje detaljne molekulske slike RNK polimeraze tokom raznih stupnjeva transkripcionog procesa.

## Kontrola transkripcije
Kontrola procesa genske transkripcije utiče na obrasce ekspresije gena i, stoga omogućava ćeliji da se adaptira na promene sredine, obavlja specijalizovane uloge u organizmu, i održava osnovne metaboličke procese neophodne za opstanak. Iz tog razloga aktivnost RNAP je dugotrajna, kompleksna i visoko regulisana. U bakteriji Escherichia coli, postoji više od 100 transkripcionih faktora koji modifikuju aktivnost RNAP je bilo identifikovano.
RNAP može da inicira transkripciju na specifičnim DNK sekvencama poznatim kao promoteri. Ona zatim proizvodi RNK lanac, koji je komplementaran sa templetom DNK lanca. Proces dodavanja nukleotida na RNK lanaca je poznat kao produžavanje. Kod eukariota, RNAP može da formira lance sa 2.4 miliona nukleotida (puna dužina gena distrofina). RNAP preferentno otpušta svoj RNK transkript na specifičnim DNK sekvencama kodiranim na kraju gena, poznatim kao terminatori.
RNAP produkti su:
- Informaciona RNK (iRNK) - templet za sintezu proteina ribozomima.
- Nekodirajuća RNK ili RNK geni -  široka klasa gena koji kodiraju RNK, koja se ne translira u protein. Najprominentniji primeri RNK gena su transportna RNK (tRNK) i ribozomalna RNK (rRNK), koje učestvuju u procesu translacije. Međutim od 1990-tih, mnogi novi RNK geni su nađeni, tako da RNK geni mogu da imaju mnogo značajniju ulogu nego što je ranije bilo poznato.
  - Transfer RNK (tRNK) - prenosi specifične aminokiseline na rastuće polipeptidne lance na ribozomalnom mestu proteinske sinteze tokom translacije
  - Ribozomalna RNK (rRNK) - komponenta ribozoma
  - Mikro RNK - reguliše gensku aktivnost
  - Katalitička RNK (Ribozim) - enzimatski aktivni RNK molekuli

## Literatura
- Nicholas C. Price; Lewis Stevens (1999). Fundamentals of Enzymology: The Cell and Molecular Biology of Catalytic Proteins (Third изд.). USA: Oxford University Press. ISBN 019850229X.
- Eric J. Toone (2006). Advances in Enzymology and Related Areas of Molecular Biology, Protein Evolution (Volume 75 изд.). Wiley-Interscience. ISBN 0471205036.
- Branden C; Tooze J. Introduction to Protein Structure. New York, NY: Garland Publishing. ISBN 0-8153-2305-0.
- Irwin H. Segel. Enzyme Kinetics: Behavior and Analysis of Rapid Equilibrium and Steady-State Enzyme Systems (Book 44 изд.). Wiley Classics Library. ISBN 0471303097.

## Spoljašnje veze
- RNA+Polymerase на 
- EC 2.7.7.6
- RNK polimeraza